# Nguyễn Tấn Kỳ
Nguyễn Tấn Kỳ (1853-1913), là một chí sĩ trong phong trào Cần Vương tỉnh Quảng Ngãi, Việt Nam.

## Thân thế và sự nghiệp
Nguyễn Tấn Kỳ là người làng Châu Tử, nay thuộc xã Bình Nguyên, huyện Bình Sơn, tỉnh Quảng Ngãi.
Sinh trưởng trong lúc vận nước đen tối và rối ren, ông âm thầm tham gia Nghĩa hội Quảng Ngãi do Lê Trung Đình lãnh đạo để mưu cuộc kháng Pháp.
Ngày 23 tháng 5 năm Ất Dậu (5 tháng 7 năm 1885), cuộc phản công của phe chủ chiến ở Kinh thành Huế thất bại, vua Hàm Nghi phải chạy ra Quảng Trị, xuống dụ Cần vương (13 tháng 7 năm 1885).
Nhận được dụ, Nguyễn Tấn Kỳ, Lê Trung Đình cùng với các cộng sự là Nguyễn Tự Tân, Nguyễn Bá Loan... đến tỉnh thành Quảng Ngãi đòi các quan lại đầu tỉnh cấp vũ khí, lương thực để chống Pháp nhưng bị từ chối. Ông bèn tự tổ chức nghĩa binh.
Nghĩa quân làm chủ tỉnh thành được một hai hôm, vào ngày 5 tháng 6 năm Ất Dậu (16 tháng 7 năm 1885), quyền Tiễu phủ sứ Sơn phòng Nghĩa-Định bấy giờ là Nguyễn Thân (trước theo Nghĩa hội Quảng Ngãi, sau theo Pháp) cùng Đề đốc Đinh Hội đem khoảng 900 biền binh tiến về tỉnh thành mở cuộc vây đánh. Sau khi quân triều giết chết Nguyễn Tự Tân và sáu viên chỉ huy khác, thì bắt được thủ lĩnh Lê Trung Đình.
Cuộc khởi nghĩa thất bại, Nguyễn Tấn Kỳ trốn lên vùng núi Quảng Nam, liên lạc với nghĩa quân Nguyễn Duy Hiệu, rồi hiệp cùng lực lượng của Nguyễn Bá Loan tiếp tục kháng chiến.
Nhưng sau đó, phong trào Cần Vương ở các tỉnh miền Trung liên tiếp bị đàn áp khốc liệt, nhiều lãnh tụ bị giết hoặc bị cầm tù nên phong trào dần suy yếu rồi tan rã hết.
Xét thấy không thể nào vực dậy phong trào được nữa, Nguyễn Tấn Kỳ bỏ đi tu, nhưng sau đó vẫn bị Nguyễn Thân truy bắt đem về giam ở lao Thừa Phủ (Huế).
Ra tù, ông về lại thôn Châu Tử, lập chùa Phước Sơn trên núi Vạc, nương nhờ cửa Phật, sống những ngày cuối đời trong niềm bi phẫn .
Ông sáng tác nhiều thơ văn nhưng đến nay chưa được thu thập đầy đủ. Đây là câu đối ngậm ngùi thế sự của ông:
"Cái vồ lực sĩ quăng đâu đó
Nương cửa bồ đề đỡ chuối xôi..."
Năm 1913, Nguyễn Tấn Kỳ mất lúc 60 tuổi.